# William Bell-Taylor
William «Billy» Bell-Taylor Vergara (nacido en Lima, 14 de abril de 1978) es un actor peruano. 

## Biografía
Hijo de William Bell Taylor Garzón y María Augusta Vergara de Bell Taylor. Tiene dos hijos, Nicole y William.  Inicia su carrera como actor en el año 1992, de la mano del grupo de teatro de Piero Solari, para luego continuar su formación artística en el Club de Teatro de Lima así como en diversos talleres y seminarios. Luego de varios años y montajes, incursionó en la pantalla chica con la telenovela Isabella, mujer enamorada, producción a cargo de América Producciones. Hasta la fecha [¿cuándo?] su trayectoria incluye 19 montajes teatrales y 15 producciones televisivas, habiendo coprotagonizado y protagonizado desde telenovelas hasta series policiales, así como cortometrajes.

## Filmografía

### Series y telenovelas
- Brujas (2025) como Bernardo Rosales Bermejo.
- Al fondo hay sitio (2022-2023) como Arturo «Arti» Rivas Altamirano.
- Los Vílchez (2019)
- Torbellino, 20 años después (2018) como Ricky Montana.
- La Perricholi (2011) como Fígaro.
- Los Barriga (2008) como Leonardo.
- Calle en Llamas (2008)
- Detrás del crimen (2006), Episodio "Al final del arcoiris" como Tino.
- Vírgenes de la cumbia 2 (2006) como Comandante Herrera.
- Trópico (2006) como Eduardo Lúcar.
- Así es la vida (2006) como Sebastián de la Oz.
- Nunca te diré adiós (2005)
- Tormenta de pasiones (2004) como Héctor Rodríguez.
- Besos robados (2004) como Orlando Suárez.
- Luciana y Nicolás (2003) como Samuel.
- Qué buena raza (2002–2003) como Hassan.
- Mil Oficios (2001-2002) como Juan Carlos Rivera.
- Milagros (2000–01) como Pablo San Martín Rivera.
- Isabella, mujer enamorada (1999) como Daniel Zavala.

### Videoclips
- Farik Gripa - Hablame de ti (2019)

### Programas
- Starkids (2005–06), Presentador.